# Thermarces cerberus
Thermarces cerberus är en fiskart som beskrevs av Richard H. Rosenblatt och Cohen, 1986. Thermarces cerberus ingår i släktet Thermarces och familjen tånglakefiskar. Inga underarter finns listade i Catalogue of Life.